# Фрида Фром-Райхман
Фрида Фром-Райхман (на немски: Frieda Fromm-Reichmann) е германска психиатърка и съвременничка на Зигмунд Фройд, която емигрира в САЩ през Втората световна война.

## Биография
Родена е на 23 октомври 1889 година в Карлсруе, Германска империя, в семейството на Алфред и Клара Райхман. Израства в ортодоксално еврейско семейство от средната класа. Тя е най-възрастната дъщеря в семейството на родителите си, съставено само от дъщери. Поради това, че Алфред Райхман е нямал синове, на Фрида са дадени привилегии, които не са позволени на други ортодоксални еврейски жени. Баща ѝ я окуражава да стане доктор. Тя отива в медицинско училище в Кьонигсберг през 1908 г. Завършва психиатричната си специализация през 1911 г. По време на Първата световна война отваря клиника за лечение на мозъчни наранявания на немски войници. Когато Адолф Хитлер идва на власт в Германия и евреите биват преследвани, Фрида се мести във Франция, а по-късно и в САЩ, където нейния съпруг Ерих Фром, от когото тя е била дълго разделена, и намира работа като психиатър в Чеснът Лодж, клиника за душевно болни в Мериленд.
Нейния най-известен пациент е Джоан Гриинбърг, която пише измислена автобиография за времето на престоя си в клиниката озаглавена „Никога не съм ти обещавала градина от рози“. Друг известен неин клиент е Роло Мей.
Основателите на института Уилям Алансън Уайт, прочут психоаналитичен институт в Ню Йорк, са Фром и Клара Томпсън, заедно с Хари Стек Съливан, Фром-Райхман, Дейвид Риъх и Джанет Риъх.
Умира на 28 април 1957 година в Роквил, САЩ.